# 체리 QQ

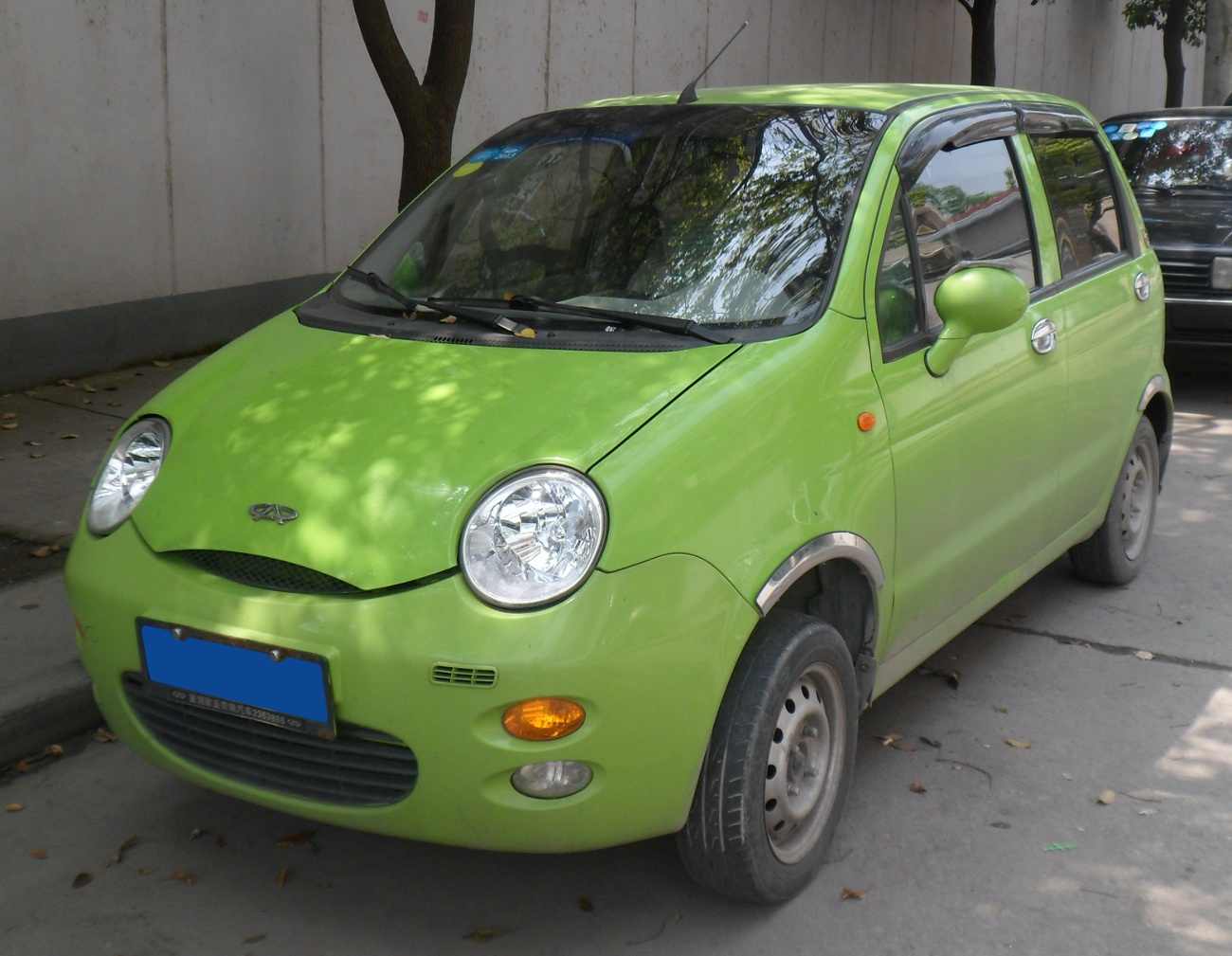
체리 QQ3 1세대 정측면

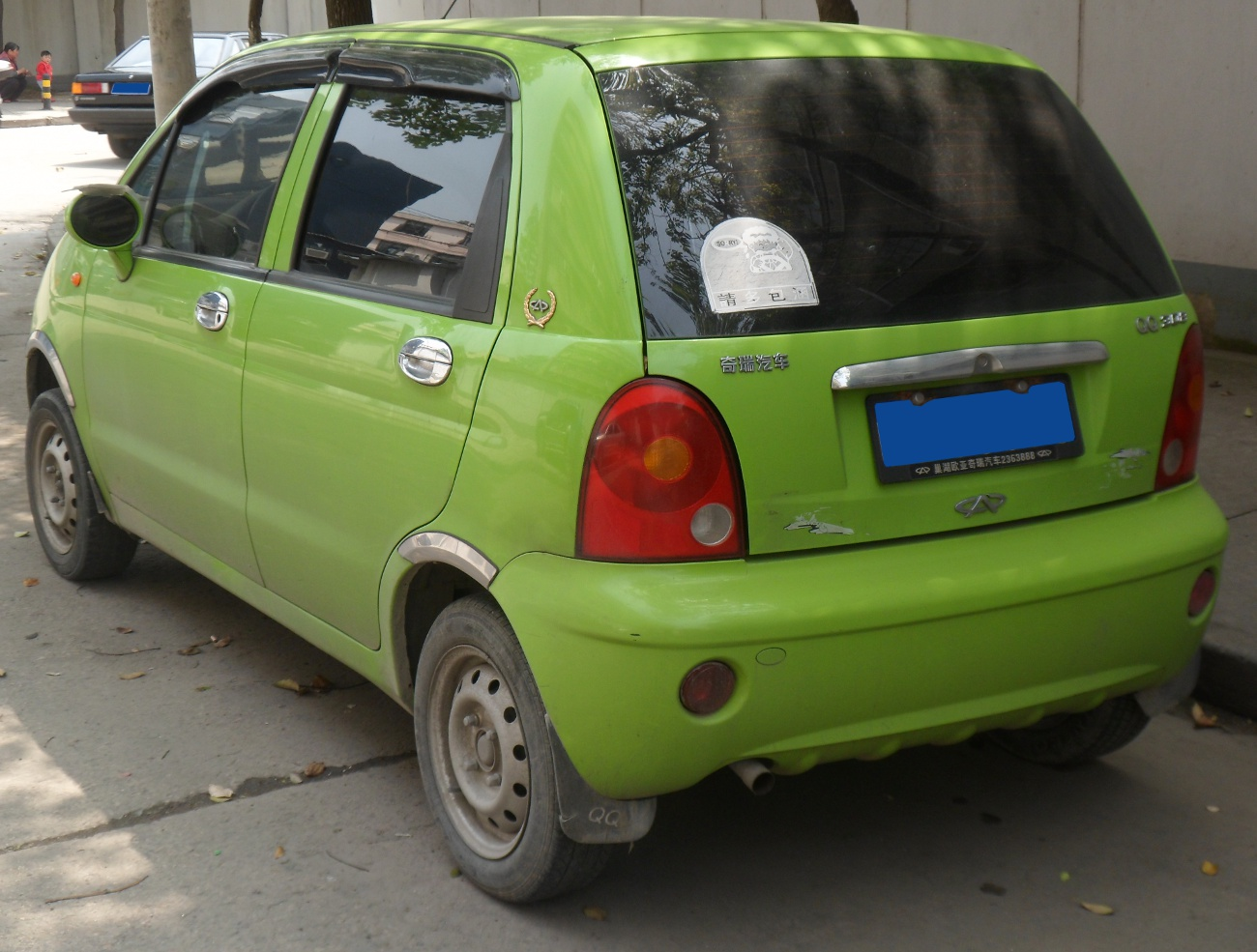
체리 QQ3 1세대 후측면

체리 QQ(Chery QQ 개발코드명:S11)은 중국의 체리기차가 제조 및 판매하는 경차(일부 소형 승용차 사양도 있음)이다. 제너럴 모터스가 중국에서 판매하고 있는 경합 차종 쉐보레 스파크(대우 마티즈)와 매우 흡사하다는 이유로 고소한 것으로 유명하다. 러시아에서는 Sweet의 명칭으로 판매되고 있다. 싱가포르에서도 시판되고 있어 우핸들 사양도 존재한다.
이란에서는 모디란 자동차제조(MVM / Modiran Vehicle Manufacturing)가 2000년에 대우자동차와 제휴하고 "마티즈"를 넉다운 생산 하고 있었지만 대우의 경영 위기에 따라 대우가 미국 제너럴 모터스(GM) 자회사의 GM대우가 되어, 이란의 미국 기업제품수입 제한법에 의해 부품의 조달이 어려워졌기 때문 제휴를 해소, 체리기차와 제휴하고, "QQ"를 "MVM 110"이라고 하는 명칭으로 바꾸고 넉다운 생산을 한 적이 있었다.

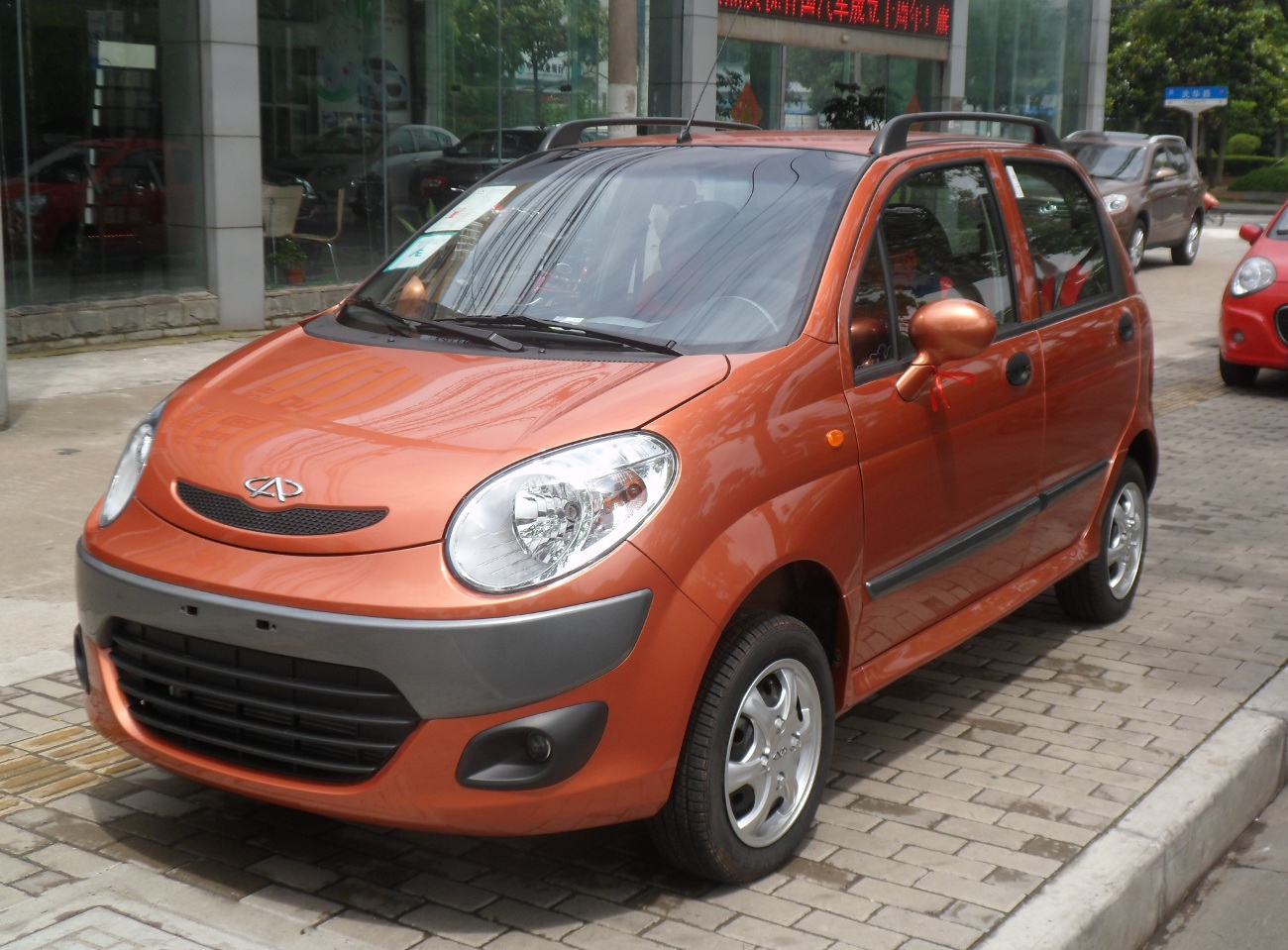
체리 QQ3 스포츠 정측면
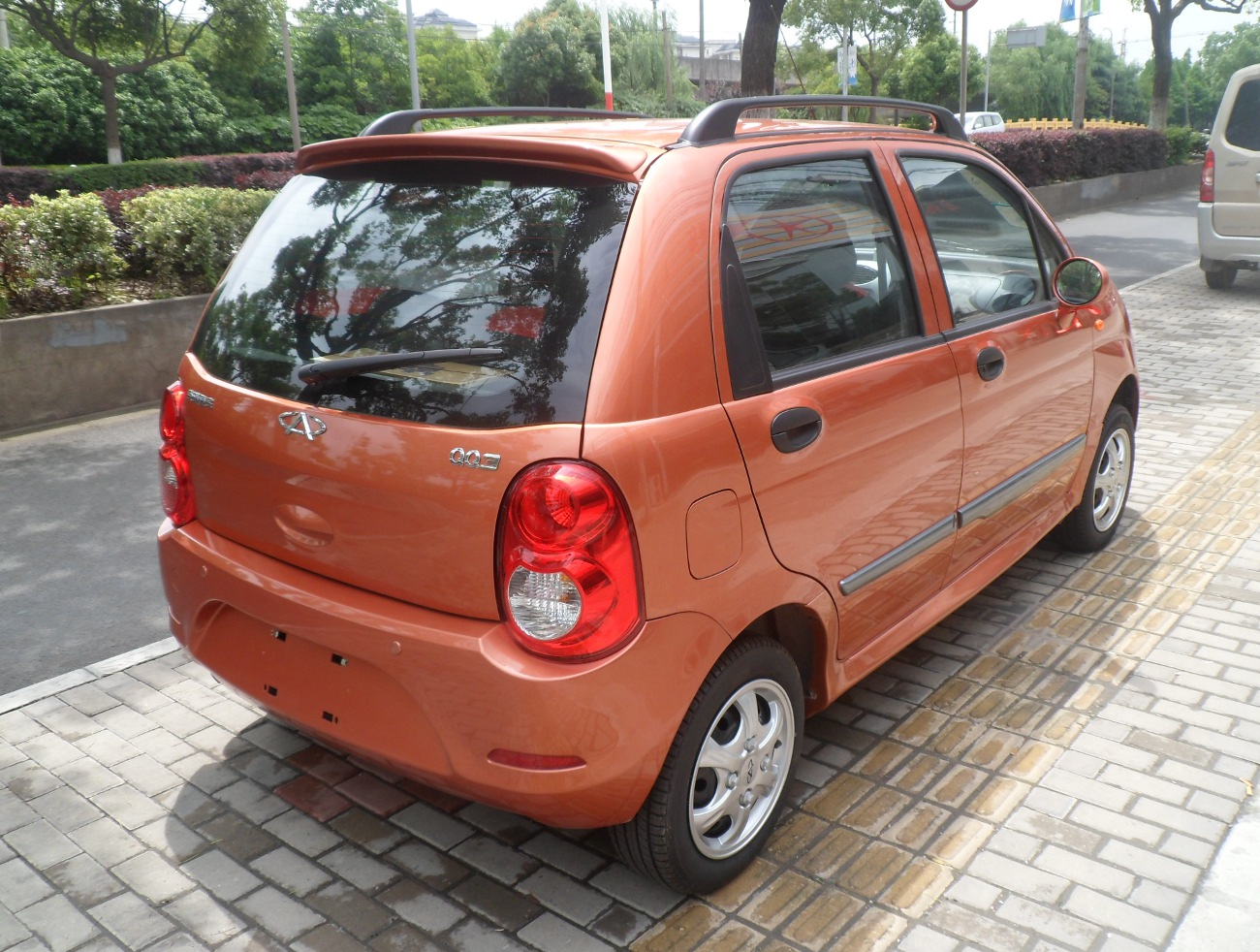
체리 QQ3 스포츠 후측면
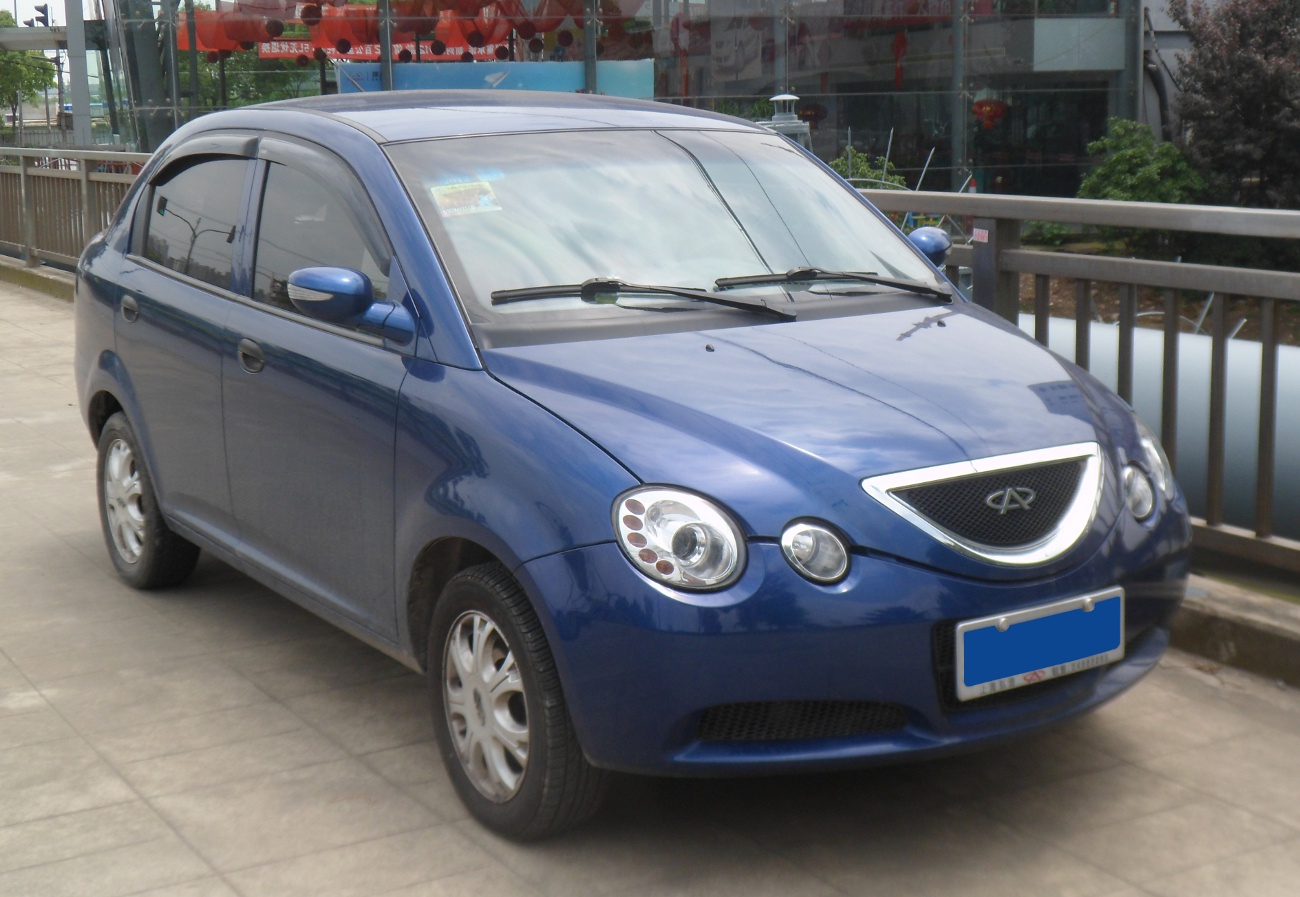
체리 QQ6 정측면
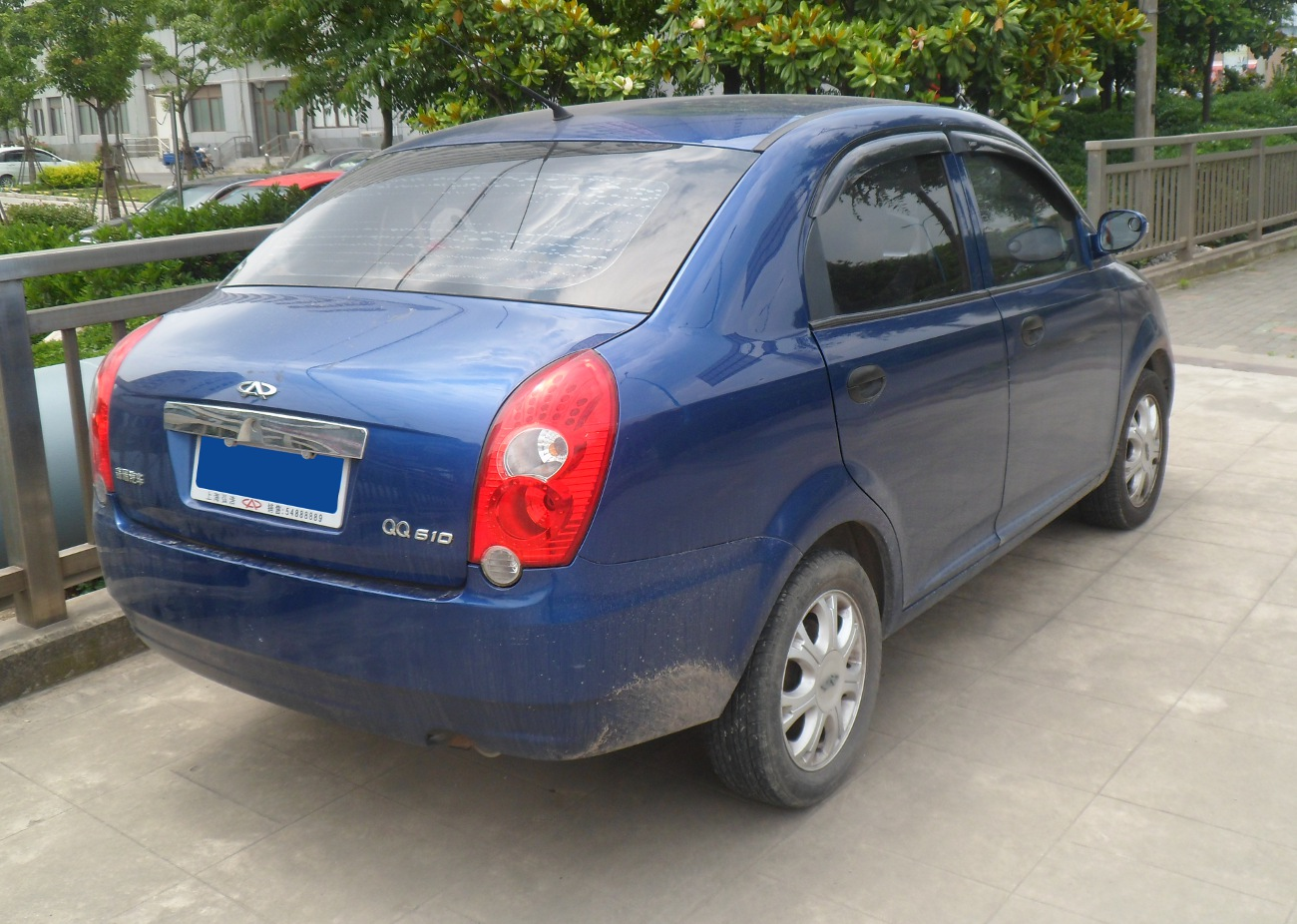
체리 QQ6 후측면

## 개요
2003년에 시판하기 시작했으며 엔진은 직렬 3기통 0.8L(SQR372형) 및 직렬 4기통 1.1L(SQR472F형)을 탑재했으며, 변속기는 5단 수동변속기 및 5단 자동변속기(0.8L에만 있음)를 탑재했다.

### 치수
- 전장 : 3,550mm
- 전폭 : 1,508mm
- 전고 : 1,491mm
- 휠베이스 : 2,348mm

### 엔진
모두 EUROIII 기준에 적합하다.
SQR372형
- 812cc 직렬 3기통 DOHC 12밸브
- 출력 : 38kW/6, 000rpm 70Nm/3,500 ~ 4,000rpm

SQR472F형
- 1083cc 직렬 4기통 DOHC 16밸브
- 출력 : 50kW/6,000rpm 90Nm/3,500 ~ 4,000rpm

## 경쟁 차량
- 현대자동차 - 이온, i10
- 기아자동차 - 모닝
- GM대우 - GM대우 마티즈
- 쉐보레 - 스파크
- 포드 - 카
- 스즈키 - 셀레리오
- 타타 - 나노
- 페로두아 - 엑시아
- 비야디 - F0
- 창허 - 아이디얼

## 같이 보기
- 체리기차
- 대우 마티즈
- 쉐보레 스파크